# 杨家宅
杨家宅位于浙江省嘉兴市嘉善县西塘镇塘东街79-83号。
杨家宅建于清代。坐东朝西，前后四进三天井，面积1226平方米。第二进杨家厅梁坊雕刻精美。
2010年6月7日,杨家宅公布为嘉善县文物保护单位。